# 加勒比海黏盲鰻
加勒比海黏盲鳗，为盲鳗科黏盲鳗属的鱼类。分布於中西大西洋的加勒比海海域，棲息深度在水深365至500 公尺，本魚總黏液孔79至85；尾部黏液孔11至13； 體色從淡色到非常淡的黃褐色，體長可達38.5公分。